# Bulbophyllum cuneatum
Bulbophyllum cuneatum är en orkidéart som beskrevs av Robert Allen Rolfe och Oakes Ames. Bulbophyllum cuneatum ingår i släktet Bulbophyllum och familjen orkidéer.
Artens utbredningsområde är Filippinerna. Inga underarter finns listade i Catalogue of Life.